# Грозина
Гро́зина (рос. Грозина) — присілок у складі Талицького міського округу Свердловської області.
Населення — 88 осіб (2010, 94 у 2002).
Національний склад станом на 2002 рік: росіяни — 98 %.